# L Festival Internacional de la Cultura de Boyacá 2023
La 50.ª edición del Festival Internacional de la Cultura de Boyacá, celebrada en la ciudad colombiana de Tunja, tuvo lugar entre el 17 de noviembre al 3 de diciembre de 2023. Para esta edición el festival celebrará sus 50 años de su fundación y primera edición, y esta dedicada como homenaje a los paisajes culturales boyacenses y a diversidad. un encuentro entre lo humano y lo sagrado a través de todas las expresiones artísticas y culturales propias del departamento a la par de todos los países de los cinco continentes como un territorio sublime. El evento expondrá las artes en toda su magnitud e invita a reflexionar sobre las dimensiones del territorio a través de las líneas artísticas reuniendo los representantes de la literatura, cinematografía, muralismo, música, narración oral y cuentería, artesanía, artes plásticas y visuales, danza, comparsas y teatro, con más de quinientos cultores del departamento, al igual que artistas de diversos países del mundo y con exponentes de diferentes regiones del país los cuales se presentaran tanto en la ciudad de Tunja como en varios puntos de la geografía departamental. En esta oportunidad se rendirá un homenaje al Gestor y Fundador del Festival Gustavo Mateus Cortés quien falleció el 10 de junio de 2023 con una franja cultural con músicos de orden nacional e internacional que se realizara del 20 al 25 de Noviembre en la Iglesia San Ignacio de Tunja. Además el 30 de Noviembre en la Plaza de Bolívar de Tunja se efectuo el concierto "Noche Radio Nacional de Colombia, de Regreso a mi Tierra", que contará con la actuación de artistas nacionales y locales. En esta edición del festival no habrá país o ciudad invitada de honor.  
El lanzamiento local del festival se llevó a cabo el 11 de noviembre en el Salón Monte Carmelo de la Hospedería el Duruelo de Villa de Leyva únicamente para invitados especiales y medios de comunicación, con la presentación de la Banda Sinfónica de Tibasosa y La Compañía Súbito Lirico. 
El evento está organizado por:
Ramiro Barragán Adame (Gobernador de Boyacá)
Tatiana Ríos (Gestora Social del Departamento)
Miguel Moreno (Secretario (e) de Cultura y Patrimonio de Boyacá)
Luis Miguel Diaz (Gerente del Festival)
Jorge Enrique Pinzón (Gerente Fondo Mixto de Cultura de Boyacá)
y los coordinadores en cada una de las áreas del festival. 

## Artistas Destacados
| País participante | Arte       | Artista-Evento                                       |
| ----------------- | ---------- | ---------------------------------------------------- |
| Colombia          | Música     | Andrés Cepeda                                        |
| Colombia          | Música     | Subcantante                                          |
| Colombia          | Música     | Orquesta La 33 con la Filarmonica Femenina de Bogotá |
| Colombia Irlanda  | Música     | Katie James                                          |
| Colombia          | Música     | Trio Bolero para 3                                   |
| Colombia          | Música     | Ácido Pantera                                        |
| Colombia          | Música     | Trio Bartok                                          |
| Colombia          | Música     | Los Cumbia Stars                                     |
| Colombia          | Música     | Los Tambores de Totó                                 |
| Colombia          | Música     | Son de Frailejón                                     |
| Colombia          | Música     | Joaquin Guiller                                      |
| Colombia          | Cuentería  | Chicho Arias                                         |
| Colombia          | Teatro     | Teatro de La Candelaria                              |
| Colombia          | Teatro     | Teatro de Títeres La Libérala Dorada                 |
| Colombia          | Teatro     | Teatro Matacandelas                                  |
| Colombia          | Arte       | Landys Roimola                                       |
| Colombia          | Circo      | Wayak Circo                                          |
| Colombia          | Literatura | Mario Mendoza                                        |
| Argentina         | Música     | Femina                                               |
| Chile             | Música     | Myriam Hernández                                     |
| Ecuador           | Música     | Juan Fernando Velasco                                |
| México            | Música     | Calibre 50                                           |
| Francia           | Música     | Bruno Allen                                          |
| Hungría           | Música     | Tamas Balla                                          |
| Cuba              | Música     | Sonia Diaz                                           |
| Cuba              | Música     | Beatriz Batista                                      |
| Venezuela         | Cuentería  | Romer y Punto                                        |
| Argentina         | Teatro     | Mauricio Kartun                                      |
| Bolivia           | Teatro     | Teatro de los Andes                                  |
| México            | Danzas     | Ballet Folclórico de Morelia                         |
| México            | Literatura | Andrea Chapela                                       |